# Oribe Peralta
Oribe Peralta, född den 12 januari 1984 i Torréon, Mexiko, är en mexikansk fotbollsspelare som spelar för mexikanska  Club América som anfallare. Han var med och tog OS-guld i herrfotbollsturneringen vid de olympiska fotbollsturneringarna 2012 i London. 